# Gos antitancs

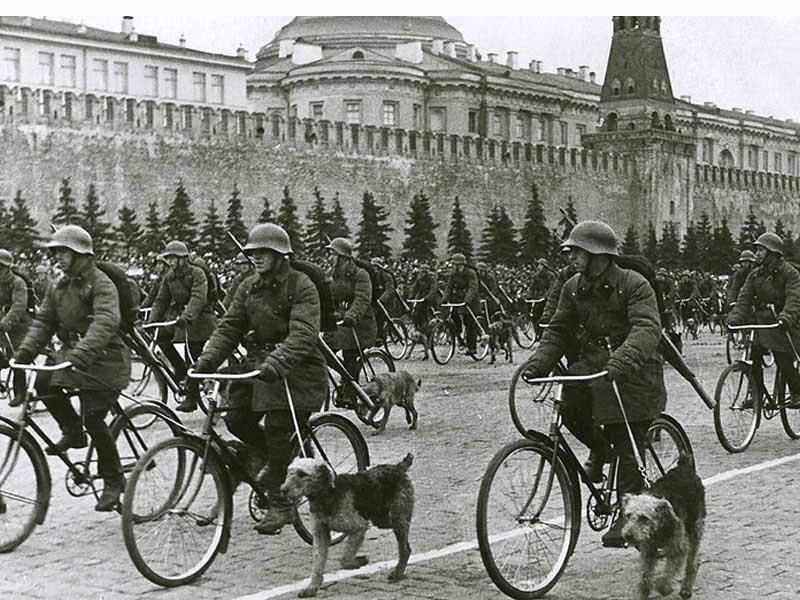

Els gossos antitancs, també coneguts com a gossos mina, eren gossos amb explosius adossats a l'esquena i ensinistrats per buscar menjar a sota de tancs i vehicles blindats enemics després d'haver-los fet passar gana. Fent això, un detonador (normalment una petita palanca de fusta) s'accionaria, provocant una explosió i danyant o destruint el vehicle militar.
Els gossos foren utilitzats per la Unió Soviètica durant la Segona Guerra Mundial, contra els tancs alemanys. Els gossos no eren alimentats durant uns dies, aleshores se'ls ensinistrava per trobar menjar sota un tanc. Els gossos ràpidament aprengueren que ser alliberats de les seves cledes significava sortir corrent cap a un vehicle objectiu que estava aparcat i trobar-hi menjar. Una vegada ensinistrats, els gossos eren equipats amb una càrrega explosiva i se'ls alliberava en un camp de batalla amb tancs alemanys que s'apropaven i altres vehicles objectiu. Quan el gos estava a sota del tanc—on el blindatge és més dèbil—la càrrega es detonava i danyava el vehicle enemic.
La realització d'aquest pla tingué menys èxit. Els Hundeminen, com eren anomenats pels alemanys, havien estat ensinistrats utilitzant tancs soviètics, i es confonien a vegades a la batalla, només per donar la volta i córrer cap als propis vehicles soviètics. Altres vegades, els gossos s'espantaven del soroll produït pels vehicles i s'escapaven.
Segons la propaganda soviètica, els gossos antitancs tingueren èxit inutilitzant uns suposats 300 tancs alemanys. Foren un autèntic problema per l'avenç nazi, de manera que els alemanys hagueren de prendre mesures contra ells. La col·locació d'una metralladora muntada a la part superior del vehicle blindat resultà ineficaç a causa de la mida relativament petita dels atacants i el fet que estaven propers a terra, eren ràpids i difícils de veure. S'ordenà a cada soldat alemany obrir foc contra qualsevol gos que veiessin. Finalment, els alemanys començaren a utilitzar llançaflames muntats als tancs per desviar els gossos. Tingueren molt més èxit en dissuadir els atacs, però alguns gossos no paraven ni per por al foc ni per por a ser cremats.
L'ensinistrament de gossos antitancs continuà fins almenys el juny del 1996